# توهم خرگوش–اردک

«خرگوش و اردک» از شماره ۲۳ اکتبر ۱۸۹۲ میلادی از دوهفته‌نامهٔ فلیگنده بلتر

توهم خرگوش-اردک تصویری مبهم است که در آن خرگوش یا اردک دیده می‌شود.
اولین نسخه شناخته شده یک طراحی توسط تصویرساز ناشناس از شماره ۲۳ اکتبر ۱۸۹۲ میلادی فلیگنده بلتر، یک مجلهٔ طنز آلمانی. این عنوان «کدام حیوانات بیشتر شبیه یکدیگر هستند؟»، با «خرگوش و اردک» در زیر آن نوشته شده است.
پس از استفاده توسط روان‌شناس جوزف جاسترو، این تصویر توسط لودویگ ویتگنشتاین معروف شد، که آن را در تحقیقات فلسفی خود به عنوان وسیله‌ای برای توصیف دو روش مختلف دیدن گنجاند: «چونکه» در مقابل «چون».